# Watterson Park (Kentucky)
Pour les articles homonymes, voir Watterson Park.
Watterson Park est une ville américaine située dans le comté de Jefferson, dans le Kentucky. Selon le recensement de 2020, sa population est de 1 004 habitants.